# Мисрата
Мисрата (на арабски: مصراتة, известен и като Мисурата) е град в община Мисрата, Либия, отстоящ на около 210 км от столицата Триполи. С население на общината (включително и Бани Уалид) от 550 000 души към 2006 г. Мисрата е третият най-голям град в страната след Триполи и Бенгази. Наричана е „бизнес столицата на Либия“.
Не е известно дали градът е бил основан от финикийците, римляните или арабите. Има четири варианта за древното му име: Тубактис, Тубакт, Тубартис или Тобаситис.
По време на Гражданската война в Либия, на 24 февруари 2011 г. в града започват ожесточени сражения между поддръжниците и противниците на лидера Муамар Кадафи. След 20 март градът е под постоянна обсада.
В града действа Мисратският университет, както и филиали на универсаитетите Ал Тахади (Сирт) и Ал Фатех (Триполи).
През 2008 г. е предложен проект за ЖП линия. Има пристанище Каср Ахмед и летище Мисрата.